# Birmingham Bowl 2016
Match précédent Match suivant
Le Birmingham Bowl 2016 est un match de football américain de niveau universitaire  joué après la saison régulière de 2016, le 29 décembre 2016 au Legion Field à Birmingham (Alabama) dans l'Alabama.
Il s'agit de la 11e édition du Birmingham Bowl.
Le match a mis en présence les équipes des Bulls de South Florida issue de l'American Athletic Conference et de Gamecocks de la Caroline du Sud issue de la Southeastern Conference.
Il a débuté à 19 h 15 locales et a été retransmis en télévision sur ESPN.
South Florida gagne le match sur le score de 46 à 39 en prolongation.

## Présentation du match
| Équipes                                                                                                  | Conférences | Entraîneurs               | Stats. saison rég. | Classements avant le bowl (CFP/AP/Coaches) |
| --- | ----------- | ------------------------- | ------------------ | ------------------------------------------ |
| Bulls de South Florida                                                                                   | AAC         | T. J. Weist (intérimaire) | 10-2               | NC / #25 / #22                             |
| Gamecocks de la Caroline du Sud                                                                          | SEC         | Will Muschamp             | 6-6                | NC                                         |
| Arbitre : David Alvarez (MWC) Équipe donnée favorite par les bookmakers : South Florida à 10.5 contre 1. |             |                           |                    |                                            |

### South Florida
Avec un bilan global en saison régulière de 10 victoires pour 2 défaites, South Florida est éligible et accepte l'invitation pour participer au Birmingham Bowl de 2016.
Ils terminent 2e de la East Division de l'AAC derrière #23 Temple, avec un bilan en division de 7 victoires pour 1 défaites.
À l'issue de la saison régulière 2016, ils seront classés #25 au classement AP et #22 au classement Coaches.
Ils n'apparaissent pas dans le classement du CFP.
Il s'agit de leur seconde participation au Birmingham Bowl (victoire le 23 décembre 2006 24 à 7 contre les Pirates d'East Carolina)

### South Carolina
Avec un bilan global en saison régulière de 6 victoires pour 6 défaites, South Carolina est éligible et accepte l'invitation pour participer au Birmingham Bowl de 2016.
Ils terminent 5e de la East Division de la SEC derrière #20 Florida, Tennessee, Georgia et Kentucky, avec un bilan en division de 3 victoires pour 5 défaites.
À l'issue de la saison 2016 (bowl compris), ils n'apparaissent pas dans les classements CFP, AP et Coaches.
Il s'agit de leur seconde apparition au Birmingham Bowl (défaite le 2 janvier 2010 20 à 7 contre des Huskies du Connecticut)

## Résumé du match
| QT          | Temps       | Drive       | Drive       | Drive       | Équipe      | Description de l'action | Score | Score |
| QT          | Temps       | Jeux        | Yards       | TDP         | Équipe      | Description de l'action | USF   | SC    |
| ----------- | ----------- | ----------- | ----------- | ----------- | ----------- | --- | ----- | ----- |
| 1           | 10:25       | 7           | 46          | 02:27       | USF         | TD à la suite d'une course de 4 yards par QB Quinton Flowers+ 2 points de conversion à la suite d'une passe complétée de QB Brett Kean à TE Mitchell Wilcox                    | 8     | 0     |
| 1           | 04:26       | 11          | 80          | 04:09       | USF         | TD à la suite d'une course de 4 yards par QB Quinton Flowers + 1 point de conversion par K Brandon Behr                                                                        | 15    | 0     |
| 2           | 14:02       | 4           | 81          | 01:14       | SC          | TD de 25 yards par TE Hayden Hurst à la suite d'une réception de passe de QB Jake Bentley + 1 point de conversion par K Elliott Fry                                            | 15    | 7     |
| 2           | 10:40       | 10          | 77          | 03:22       | USF         | TD à la suite d'une course de 1 yard par QB Quenton Flowers + 1 point de conversion par K Brandon Behr                                                                         | 22    | 7     |
| 2           | 01:12       | 10          | 73          | 04:26       | SC          | TD de 3 yards par WR Deebo Samuel à la suite d'une réception de passe de QB Jake Bentley + 1 point de conversion par K Elliott Fry                                             | 22    | 14    |
| 2           | 00:07       | 8           | 68          | 01:05       | USF         | TD de 37 yards par RB D'Ernest Johnson à la suite d'une réception de passe (32 yards) de QB Quinton Flowers et une course (5 yards) + 1 point de conversion par K Brandon Behr | 29    | 14    |
| 3           | 11:55       | 8           | 65          | 03:05       | SC          | TD à la suite d'une course de 4 yards par RB Deebo Samuel + 1 point de conversion par K Elliott Fry                                                                            | 29    | 21    |
| 3           | 08:07       | 11          | 60          | 03:48       | USF         | FG de 21 yards par K Brandon Behr | 32    | 21    |
| 3           | 07:06       | 3           | -7          | 01:01       | USF         | TD à la suite d'une interception de passe, retournée sur 47 yards par CB Tajee Fullwood + 1 point de conversion par K Brandon Behr                                             | 39    | 21    |
| 3           | 00:22       | 4           | 43          | 01:32       | SC          | FG de 43 yards par K Elliott Fry | 39    | 24    |
| 4           | 09:41       | 9           | 77          | 04:14       | SC          | TD de 9 yards par WR Bryan Edwards à la suite d'une réception de passe de QB Jake Bentley + 1 point de conversion par K Elliott Fry                                            | 39    | 31    |
| 4           | 01:11       | 3           | 2           | 01:34       | SC          | TD à la suite d'une course de 1 yard par RB A. J. Turner + 2 points de conversion à la suite d'une réception de passe par TE Hayden Hurst de QB par J. Bentley                 | 39    | 39    |
| ET1         | -           | 1           | 25          | -           | USF         | TD de 25 yards par E. Dillon à la suite d'une réception de passe de QB Quenton Flowers + 1 point de conversion par K Brandon Behr                                              | 46    | 39    |
| Score final | Score final | Score final | Score final | Score final | Score final | Score final | 46    | 39    |

## Statistiques
| Statistiques par Équipes               | Statistiques par Équipes | Statistiques par Équipes |
| Statistiques                           | USF                      | SC                       |
| -------------------------------------- | ------------------------ | ------------------------ |
| 1er downs                              | 24                       | 27                       |
| Conversion de 3e Down                  | 7/17                     | 4/13                     |
| Conversion de 4e Down                  | 2/3                      | 2/4                      |
| Jeux–yards                             | 80 jeux pour 469 yards   | 77 jeux pour 481 yards   |
| Yards à la course                      | 208                      | 91                       |
| Yards à la passe                       | 261                      | 390                      |
| Passes : Réussies-Tentées-Interceptées | 23/32, 1 int.            | 32/43, 2 int.            |
| Réussite en zone rouge/chances         | 4/4                      | 4/8                      |
| TD                                     | 6                        | 5                        |
| Field Goals                            | 1/1                      | 1/1                      |
| Sacks (Nombre-Yards gagnés)            | 5/35 yards gagnés        | 0/0                      |
| Fumbles (Nombre/Perdus)                | 3/1                      | 4/3                      |
| Pénalités (Nombre/Yards perdus)        | 5/50                     | 3/35                     |
| Temps de possession                    | 28:03                    | 31:57                    |

| Meilleur Joueur (MVP) | Meilleur Joueur (MVP) | Meilleur Joueur (MVP) |
| --------------------- | --------------------- | --------------------- |
| Nom                   | Équipe                | Poste                 |
| Quinton Flowers       | South Florida         | QB                    |

| Statistiques Individuelles | Statistiques Individuelles                                        | Statistiques Individuelles |
| -------------------------- | ----------------------------------------------------------------- | -------------------------- |
| Quaterbacks                |                                                                   |                            |
| USF                        | Quinton Flowers : 23/32 passes réussies, 261 yards, 2 TDs, 1 int. |                            |
| SC                         | Jake Bentley : 32/43 passes réussies, 390 yards, 3 TDs, 2 int.    |                            |
| Meilleurs Coureurs         |                                                                   |                            |
| USF                        | Quinton Flowers : 21 courses pour 105 yards gagnés, 3 TDs         |                            |
| SC                         | Rico Dowdle : 12 courses pour 50 yards gagnés, 0 TD               |                            |
| Meilleurs Receveurs        |                                                                   |                            |
| USF                        | D'Ernest Johnson : 6 réceptions pour 95 yards, 1 TD               |                            |
| SC                         | Deebo Samuel : 14 réceptions pour 190 yards, 1 TD                 |                            |
| Meilleurs Tackleurs        |                                                                   |                            |
| USF                        | Sanchez Auggie : 6 tacles solo et 3 assistes                      |                            |
| SC                         | Chris Lammons : 6 tacles solo et 1 assiste                        |                            |